# إغناسيو ساراجوزا
اجناسيو ساراجوزا (بالإسبانية: Ignacio Zaragoza)‏ (24 مارس 1829 – 8سبتمبر 1862) قائد عسكري وسياسي مكسيكي. قاد الجيش المكسيكي في مواجهة الغزو الفرنسي وحقق انتصاراً كبيراً على الفرنسيين في مَعْرَكة بِويَبلا في 5 مايو 1862 (حيث يحتفل بهذا التاريخ في كل من المكسيك والولايات المتحدة ويعرف بـ «سينكو دي مايو»).

## النشأة
ولد زاراغوزا في باهيا ديل ايسبيريتو سانتو في تكساس التي كانت انذاك تابعة للمكسيك، انتقلت اسرته إلى ماتاموروس عام 1834 ومن ثم إلى مونتيري عام 1844 حيث دخل معهداً لتعليم اللاهوت.

## حياته العسكرية والسياسية
خلال الاضطرابات السياسية بين المحافظين والليبراليين في خمسينيات القرن التاسع عشر والتي قادت إلى حرب الإصلاح. التحق زاراغوزا بالجيش الداعم لمطالب الحزب الليبرالي في مواجهة ديكتاتورية الرئيس أنطونيو لوبيز دي سانتا أنا. رقي زاراغوزا ليقود جيشاً من المتطوعين تمكن في عام 1855 من هزيمة سانتا آنا وقاد إلى إعادة تاسيس حكومة دستورية ديمقراطية في المكسيك. أصبح زاراغوزا وزيراً للحرب في حكومة بينيتو خواريز في أبريل 1861 وحتى شهر أكتوبر من نفس العام حيث قدم استقالته ليتفرغ لقيادة جيش الشرق لمواجهة الاوربيين الذين اتخذوا من ديون المكسيك الخارجية حجة لغزو المكسيك بعد توقيعهم معاهدة لندن عام 1861 .
وعندما غزت جيوش فرنسا الامبراطورية المكسيك خلال التدخل الفرنسي في المكسيك واجهتهم قوات زاراغوزا في اكولتزنغو في 28 أبريل 1862 حيث اُجبر جيشه على الانسحاب. ادرك زاراغوزا اهمية المواقع الدفاعية خارج مدينة بويبلا فتمكن رغم قلة افراد جيشه وضعف تجهيزاته من تحقيق نصر كبير ودحر الفرنسيين في مَعْرَكة بِويَبلا في 5 مايو 1862 .
وبعد فترة قصيرة من انتصاره اصيب زاراغوزا بحمى التيفوئيد حيث توفي بسببها في 8 سبتمبر 1862 وهو في الثالثة والثلاثين من عمره. ودفن في مقبرة سان فيرناندو في العاصمة مكسيكو سيتي، ثم تم إخراج جثمانه ودفنه في بويبلا، في حين أصبح ضريحه السابق نصباً تذكاريا.
وتكريماً له الف الموسيقار المكسيكي انيسيتو اورتيغا أول عمل موسيقي له وكان بعنوان مارش ساراجوزا والذي عزف في وقت ما كثاني نشيد وطني للمكسيك الا انه أصبح فيما بعد نشيداً مستقلاً بذاته.

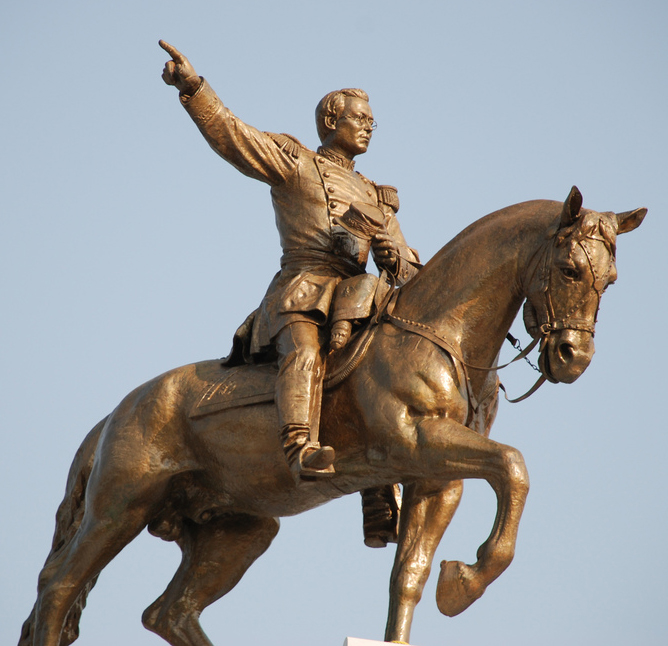
نصب للقائد اغناسيو زاراغوزا